# Elecciones generales de Suecia de 1960

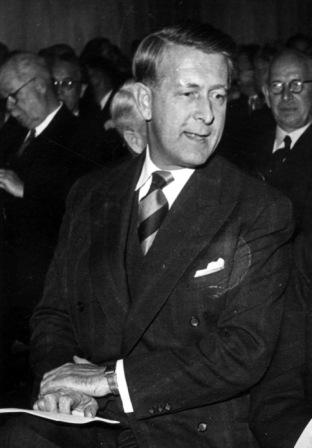
Imagen fotográfica de Bertil Ohlin en Arosmässan en Västerås a finales de los años 50.

Las elecciones generales de Suecia fueron realizadas el 18 de septiembre de 1960. El Partido Socialdemócrata Sueco se posicionó como el partido más grande, obteniendo 114 de los 232 escaños en la Segunda Cámara del Riksdag.

## Resultados
| Partido                          | Votos     | %    | Escaños | +/– |
| -------------------------------- | --------- | ---- | ------- | --- |
| Partido Socialdemócrata Sueco    | 2.033.016 | 47.8 | 114     | +3  |
| Partido Popular Liberal          | 744.142   | 17.5 | 40      | +2  |
| Partido de la Coalición Moderada | 704.365   | 16.6 | 39      | –6  |
| Partido del Centro               | 579.007   | 13.6 | 34      | +2  |
| Partido de la Izquierda          | 190.560   | 4.5  | 5       | 0   |
| Otros partidos                   | 3.024     | 0.0  | 0       | 0   |
| Votos en blanco/nulos            | 17,496    | –    | –       | –   |
| Total                            | 4.271.610 | 100  | 232     | +1  |
| Participación electoral          | 4.972.177 | 85.9 | –       | –   |
| Fuente: Nohlen & Stöver          |           |      |         |     |